# Siphoninoidinae
Siphoninoidinae es una subfamilia de foraminíferos bentónicos de la familia Siphoninidae, de la superfamilia Siphoninoidea, del suborden Rotaliina y del orden Rotaliida. Su rango cronoestratigráfico abarca desde el Mioceno hasta la Actualidad.

## Clasificación
Siphoninoidinae incluye al siguiente género:
- Siphoninoides